# Uwe Madeja
Uwe Madeja (Berlín, 6 de febrero de 1959) es un deportista de la RDA que compitió en piragüismo en la modalidad de aguas tranquilas.
Participó en los Juegos Olímpicos de Moscú 1980, obteniendo una medalla de plata en la prueba de C2 1000 m. Ganó dos medallas en el Campeonato Mundial de Piragüismo en los años 1981 y 1985.

## Palmarés internacional
| Juegos Olímpicos   | Juegos Olímpicos         | Juegos Olímpicos  | Juegos Olímpicos |
| Año                | Lugar                    | Medalla           | Evento           |
| ------------------ | ------------------------ | ----------------- | ---------------- |
| 1980               | Moscú (URSS)             | Medalla de plata  | C2 1000 m        |
| Campeonato Mundial |                          |                   |                  |
| Año                | Lugar                    | Medalla           | Evento           |
| 1981               | Nottingham (Reino Unido) | Medalla de plata  | C2 1000 m        |
| 1985               | Malinas (Bélgica)        | Medalla de bronce | C2 500 m         |